# Сімпанг-Тіга-Ределонг (місто)
Сімпанг Тіга Ределонг — столиця регентства Бенер Мерія, провінція Ачех, Індонезія  Адміністративно та географічно перехрестя переделонгів є селом, розташованим в окрузі Букіт, Бенер-Мерія, а саме на північ від Такенгона, Лут-Тавар, Центрального Ачеха та на захід від міста Лхоксеумаве.
Сімпанг Тіга Ределонг було визначено столицею регентства Бенер-Мерія 18 грудня 2003 року після утворення нового адміністративного регіону Бенер-Мерія, результату поділу від Центрального Ачеха.